# Планета Роканнона
«Планета Роканнона» (также «Мир Роканнона», англ. Rocannon's World) — первый роман американской писательницы-фантаста Урсулы Ле Гуин. Впервые опубликован в 1966 году.
Хотя это одно из произведений Ле Гуин, относящееся ко вселенной технологического Хайнского цикла, эта история содержит многие элементы героического фэнтези.
Прологом к роману является один из ранних рассказов Ле Гуин — «Ожерелье Семли» (Semley’s Necklace), опубликованный в сентябре 1964 года.
На русском языке роман впервые печатался в 1989 году, в журнале «Техника — молодёжи» в переводе Р. Л. Рыбкина. Затем в том же переводе издавался в 1991 году (в сборнике), в 1992 году в переводе Н. А. Науменко (как «Мир Роканнона»), в 1997 году в переводе И. Тогоевой (как «Роканнон»). Кроме того, был ещё ряд переизданий.

## Сюжет
История начинается с пролога, в котором молодая женщина-аристократка по имени Семли, уроженица второй планеты звезды Фомальгаут, перемещается на автоматическом звездолете, оставленном там когда-то исследовательской экспедицией, в человеческий музей, расположенный в окрестностях соседней звезды. Ее цель — вернуть себе ожерелье - семейную реликвию, переданную людям в давние времена в качестве платы за упомянутый корабль. Однако Семли терпит неудачу: она действительно привозит домой ожерелье, причем, по ее меркам, почти на следующий день после отъезда, но из-за релятивистского эффекта на её родной планете проходят годы. Вернувшись, она обнаруживает свою дочь повзрослевшей, а мужа — давно умершим.
Дальнейшее повествование показывает судьбу Гаверала Роканнона — этнолога, встретившего Семли в музее. После встречи с Семли он, понимая, что человечество и прочие космические цивилизации слишком мало знают о второй планете Фомальгаута, добивается ее закрытия для контактов, а затем  организует полноценную этнологическую экспедицию. Из-за больших расстояний между звездами экспедиция прилетает лишь через 45 лет после описанных в прологе событий. Семли давно нет в живых, а ее дочь сильно постарела. Однако она и ее народ радушно встречают исследователей. Роканнон сильно сдруживается с Повелителем Могиеном, вождем местных аристократов и внуком Семли. Экспедиция больше года изучает северный континент, собирает множество научных данных и готовится к отлету.
Но внезапно неизвестные враги взрывают ядерным оружием экспедиционный корабль вместе со всеми людьми. Роканнон, единственный уцелевший член экипажа, не бывший в момент взрыва на борту звездолёта, подозревает в этом преступлении фарадейцев — мятежную космическую цивилизацию, решившую отколоться от Союза планет и основать собственную империю. Он понимает, что целью врага было уничтожить находящийся на корабле ансибл — оборудование для моментальных передач на астрономические расстояния. Разрушив ансибл, и, тем самым, не давая Роканнону вызвать помощь, мятежники обретают полную власть над планетой, аборигены которой, едва переступившие порог железного века, ничем не могут им помешать. Пришельцы устанавливают на планете жестокий террор, уничтожая замки аристократов и сжигая с воздуха целые деревни вместе с мирными жителями.
Позже Роканнон, у которого осталось действующее радио, перехватывает переговоры врагов, в результате чего узнает координаты их военной базы, расположенной, как оказалось, на юге, за морским проливом. Теперь у него есть лишь одна цель — сообщить эти координаты вооруженным силам человечества, отомстив, таким образом, за своих товарищей. Для этого необходим рабочий ансибл, имеющийся на базе врага. Могиен, узнав планы Роканнона, предлагает ему свою помощь. Мать Могиена благословляет Роканнона на трудную миссию, и в знак своего расположения отдает ему ожерелье Семли. Роканнон и Могиен в сопровождении троих слуг садятся на крылатых котов, и отправляются на юг. Их путь долог и труден, и, кроме того, неизвестен даже Роканнону: его экспедиция исследовала лишь северный континент и совсем не изучала южный. Все, что у него есть — это приблизительная карта, составленная по результатам орбитальной фотосъемки.
Претерпев на пути множество опасностей и потеряв двоих слуг, путники добираются до гор, за которыми находится военная база. На перевале Роканнон встречает представителя древней расы — расы телепатов, способных, при желании, читать мысли любого живого существа. Древний за некую будущую плату дает этнологу ограниченный телепатический дар, после чего Роканнон получает возможность слышать мысли своих врагов. Однако он допускает ошибку: неумело войдя в чужие мысли, Роканнон привлекает к себе внимание пилота-вертолетчика, который патрулировал перевалы. Местным жителям запрещено ходить в горы, вооружённый лазером вертолет немедленно атакует нарушителей, и Могиен, жертвуя собой ради товарищей, на своем крылатом коте сбивает боевую машину, сбрасывая ее в пропасть. Роканнон в отчаянии зовет Могиена, и лишь потом осознает, что это и была его плата за дар Древнего. Роканнон и Яхан, единственный оставшийся в живых слуга Могиена, полумертвые и обмороженные, с трудом добираются до одного из замков, стоящих у подножия горной цепи. Хозяйка замка Повелительница Ганье, чей муж недавно был убит пришельцами, тепло встречает двоих друзей и оказывает им всяческую помощь.  
В финале повествования Роканнон много дней тренируется, оттачивая свой телепатический дар. Одновременно он сближатся с молодой хозяйкой, которая постепенно начинает видеть в нем не бога с дальних звезд, а просто человека. Потом он отправляется в путь, уговорив Яхана отпустить его в одиночку: одному человеку, к тому же телепату, легче будет пройти мимо патрулей. Зная, где находится каждый его враг, и потому никем не замеченный, он пробирается на базу и по ансиблу мятежников связывается с ближайшей населённой планетой (в восьми световых годах), вызывая сверхсветовой автоматический бомбардировщик. Зная, что мятежников надо застать врасплох, Роканнон даже не пытается выговорить себе время на бегство с базы, и требует немедленно нанести по ней прицельный удар. Тем не менее, военные дают ему это время: он видит ядерный взрыв уже из-за горного хребта. Роканнон едва не сходит с ума: он слышит мысли врагов, и потому одновременно переживает смерть каждого из них. Враги уничтожены, и Роканнон перестает быть телепатом. Он возвращается в замок Ганье, после чего соглашается остаться там до прибытия следующей экспедиции из космоса. Ее придется ждать восемь земных лет.
Но Роканнон, человек уже немолодой, не доживает до прибытия кораблей Союза и так никогда и не узнаёт, что освобождённую им планету Союз назвал его именем. Посланников Союза встречает вдова ученого, Повелительница Ганье, на груди которой сверкает ожерелье Семли.

## Влияние
- Ansible — англоязычный фэнзин по творчеству Ле Гуин.
- Ansible (программа) — система управления конфигурациями и удалённого выполнения операций с открытым исходным кодом.